# 白根礼吉
白根 礼吉（しらね れいきち、1927年2月1日 - ）は、日本の電気通信技術開発・研究者。

## 略歴
秋田県秋田市仲通町出身。1948年東北帝国大学理学部電気工学科を卒業。日本電信電話公社に入り、技術局調査役、データ通信本部普及開発部長、総括部長、副本部長などを経て、1975年電気通信科学財団理事長となる。1978年、郵政大臣表彰。多摩大学教授を務めた。

## 著書
- 『テクノロジー・アセスメント その手法と事例研究』日本経済新聞社、1973年
- 『新情報産業論 (現代セミナー）現代研究会、1980年
- 『新コミュニケーション革命 日本型情報化社会のゆくえ』東洋経済新報社、1983年
- 『ニューメディア社会の構図』日本放送出版協会<NHK市民大学>、1986年
- 『日本型情報化社会 未来シナリオを語る』電気通信協会、1986年

### 共編著
- 『情報化社会』全7巻 林雄二郎,片方善治共編 毎日新聞社、1970年
- 『ヤンツ技術の予測と計画』科学技術と経済の会, 牧野昇共編 日刊工業新聞社、1970年
- 『講座現代経営の課題 2 企業の国際行動 意識革命をどう進めるか』金山宣夫共著 実業之日本社、1972年
- 『医療情報システム総説』(社会システムへのアプローチ)渥美和彦共編著 企画センター、1973年
- 『ネットワーク社会 高密度社会への処方箋』編著 講談社<ブルーバックス>、1974年
- 『日本の産業 1  新・貿易立国論』鶴田俊正共編 筑摩書房、1979年
- 『ニューメディア 仕事と家庭はどう変わるか』共著 講談社、1984年
- 『日本の技術100年 ビジュアル版 第5巻 通信・放送』和久井孝太郎共編 筑摩書房、1987年

### 翻訳
- ダニエル・ベル／E・G・メッサニー『知識文明の構想 知識・技術がつくる未来』編訳、ダイヤモンド社<ダイヤモンド現代選書>、1969年
- デービッド・アリソン編『R&Dゲーム 企業の研究開発作戦』小嶋国雄共訳 ダイヤモンド社、1971年

## 論文
- <白根礼吉